# Asaf-ud-Daula
Asaf-ud-Daula, född 1748, död 1797, var en indisk monark. Han var regerande nawab av Awadh (kung av Oudh) mellan 1775 och 1797.
Han kunde bestiga tronen med stöd av Brittiska ostindiska kompaniet sedan de hjälpt honom att besegra hans bror. Han var känd för sin generositet. 